# Zastava PAP
Zastava PAP (серб. Полу-аутоматска пушка / пиштољ / Polu-automatska puška / pištolj, «Полуавтоматическая винтовка / пистолет») представляют собой серию спортивных винтовок, созданных для соответствия законам об импорте огнестрельного оружия США. Винтовки PAP M70 и M77 импортируются в спортивной конфигурации с прикладами с отверстием для большого пальца, без креплений для штыка, а также со снятыми прицелами для ружейных гранатомётов, изменена система отсечки газов. PAP M85 и M92 импортируются как пистолеты.

## PAP M70
Серия винтовок, созданных на базе автомата Zastava M70.

### N-PAP DF
Версия N-PAP со складывающимся вниз-вперёд прикладом без боковой направляющей.

### O-PAP M70 (Gen 3)
1,5-миллиметровый приемник, использует двухрядный магазин, выпуклая цапфа «RPK», боковой рельс M-21, поставляется с масляной фурнитурой из военных запасов.

## PAP M77 PS
Гражданская версия самозарядной винтовки Zastava M77B1, производившаяся под патрон 7,62 × 51 мм, с использованием 10-зарядного магазина.

## PAP M85

### PAP M85 PV[3]
Самозарядная версия Zastava M85, импортировавшаяся в США как пистолет.

### PAP M85 NP[4]
Самозарядная модель с адаптером магазина как у AR-15.

## PAP M92 PV[5]
Самозарядная версия Zastava M92, импортировавшаяся в США как пистолет.